# Mikulovice (Nová Ves v Horách)
Mikulovice (německy Nickelsdorf) je vesnice a místní část obce Nová Ves v Horách v okrese Most v Ústeckém kraji. Nachází se v Krušných horách v nadmořské výšce 735 metrů, asi patnáct kilometrů severozápadně od Mostu. Osada se rozkládá podél silnice III. třídy č. 2541 z Horního Jiřetína, která pokračuje do Nové Vsi v Horách a podél odbočky do Hory Svaté Kateřiny (č. III/25291).

## Název
Původní název vesnice byl odvozen z německého jména Nikel (česky Mikuláš) ve významu Mikulášova ves. V historických pramenech se vyskytuje ve tvarech Nikelsdorff (1599), Nickelsdorf (1787) nebo Niklasdorf (1846).

## Přírodní poměry
Jihozápadně od vesnice se u hranice katastrálního území nachází Dřevařský rybník, zvaný původně Flöfteich. Vybudován byl v době baroka. Má asi deset metrů vysokou hráz a napájí ho podzemní prameny vázané na geologická poruchová pásma. Dále na jihozápadě se zdvihá vrchol Medvědí skály tvořený hrubozrnným metagranitem. Do jihovýchodní části katastrálního území Mikulovic zasahuje část přírodní rezervace Točník – Kapucín.

## Obyvatelstvo
Při sčítání lidu v roce 1921 zde žilo 594 obyvatel (z toho 280 mužů), kteří byli kromě jednoho Čechoslováka německé národnosti a s výjimkou dvou evangelíků patřili k římskokatolické církvi. Podle sčítání lidu z roku 1930 měla vesnice 578 obyvatel: pět Čechoslováků, 570 Němců a tři cizince. Až na dva evangelíky a dva lidi bez vyznání se ostatní hlásili k římskokatolické církvi.
|                                                                            | 1869 | 1880 | 1890 | 1900 | 1910 | 1921 | 1930 | 1950 | 1961 | 1970 | 1980 | 1991 | 2001 | 2011 |
| -------------------------------------------------------------------------- | ---- | ---- | ---- | ---- | ---- | ---- | ---- | ---- | ---- | ---- | ---- | ---- | ---- | ---- |
| Obyvatelé                                                                  | 504  | 549  | 500  | 556  | 613  | 594  | 578  | 163  | 193  | 165  | 103  | 58   | 78   | 93   |
| Domy                                                                       | 82   | 93   | 95   | 106  | 112  | 114  | 121  | 112  | —    | 46   | 32   | 23   | 34   | 38   |
| Počet domů z roku 1961 je zahrnut v domech místní části Nová Ves v Horách. |      |      |      |      |      |      |      |      |      |      |      |      |      |      |